# Lucid Motors
Lucid Motors (precedentemente nota come Atieva) è una casa automobilistica statunitense specializzata in auto elettriche. La società è stata fondata nel 2007 e ha sede a Newark in California.

## Storia
La Lucid fu fondata nel 2007 con il nome Atieva e inizialmente si concentrava sulla costruzione di batterie e propulsori elettrici per altri produttori di veicoli.
Alcuni dei 500 dipendenti di Lucid hanno lavorato in precedenza presso altre aziende automobilistiche come Mazda e Tesla: tra questi figurano Peter Rawlinson, ex vicepresidente della divisione tecnica di Tesla, e Derek Jenkins, ex responsabile della progettazione di Mazda in Nord America. L'azienda ha registrato investimenti da parte di Tsing Capital, Mitsui, Venrock, JAFCO e altri, per un totale stimato di 131 milioni di dollari nel 2016. Venrock, Mitsui e JAFCO sono ancora investitori attivi nella società.
La società ha cambiato il proprio nome in Lucid Motors nell'ottobre 2016 e ha annunciato ufficialmente l'intenzione di sviluppare un veicolo di lusso completamente elettrico e ad alte prestazioni.
Il 29 novembre 2016 alcuni rappresentanti dello stato e dell'azienda hanno annunciato la realizzazione dell'impianto di produzione della Lucid da 700 milioni di dollari a Casa Grande, in Arizona, che prevedeva di impiegare fino a 2.000 lavoratori entro il 2025, con una capacità produttiva iniziale di 20.000 auto all'anno che andrà ad aumentare, secondo il piano industriale, fino a 130.000 unità.
Il 17 settembre 2018 Lucid Motors ha annunciato di essere in trattativa con il Fondo per gli investimenti pubblici dell'Arabia Saudita per un finanziamento del valore di oltre 1 miliardo di dollari. L'investimento è stato finalizzato nell'aprile 2019 e coprirà la fase di progettazione e i test del prototipo chiamato Lucid Air, la costruzione di parte del suo stabilimento produttivo a Casa Grande, la produzione commerciale della Lucid Air e la sua strategia di vendita al dettaglio a livello mondiale a partire dal Nord America. La costruzione della fabbrica è iniziata alla fine del 2019.
Nel settembre 2023 l'azienda inaugurò una nuova fabbrica a Gedda in Arabia Saudita.

## Modelli
Nei primi anni Lucid ha sviluppato principalmente la tecnologia delle batterie, dopodiché ha iniziato a progettare la sua prima auto a partire dal 2014.

### Prototipo di sviluppo
L'azienda ha inizialmente utilizzato un furgone Mercedes Vito, chiamato "Edna", per sviluppare il proprio propulsore.

### Lucid Air

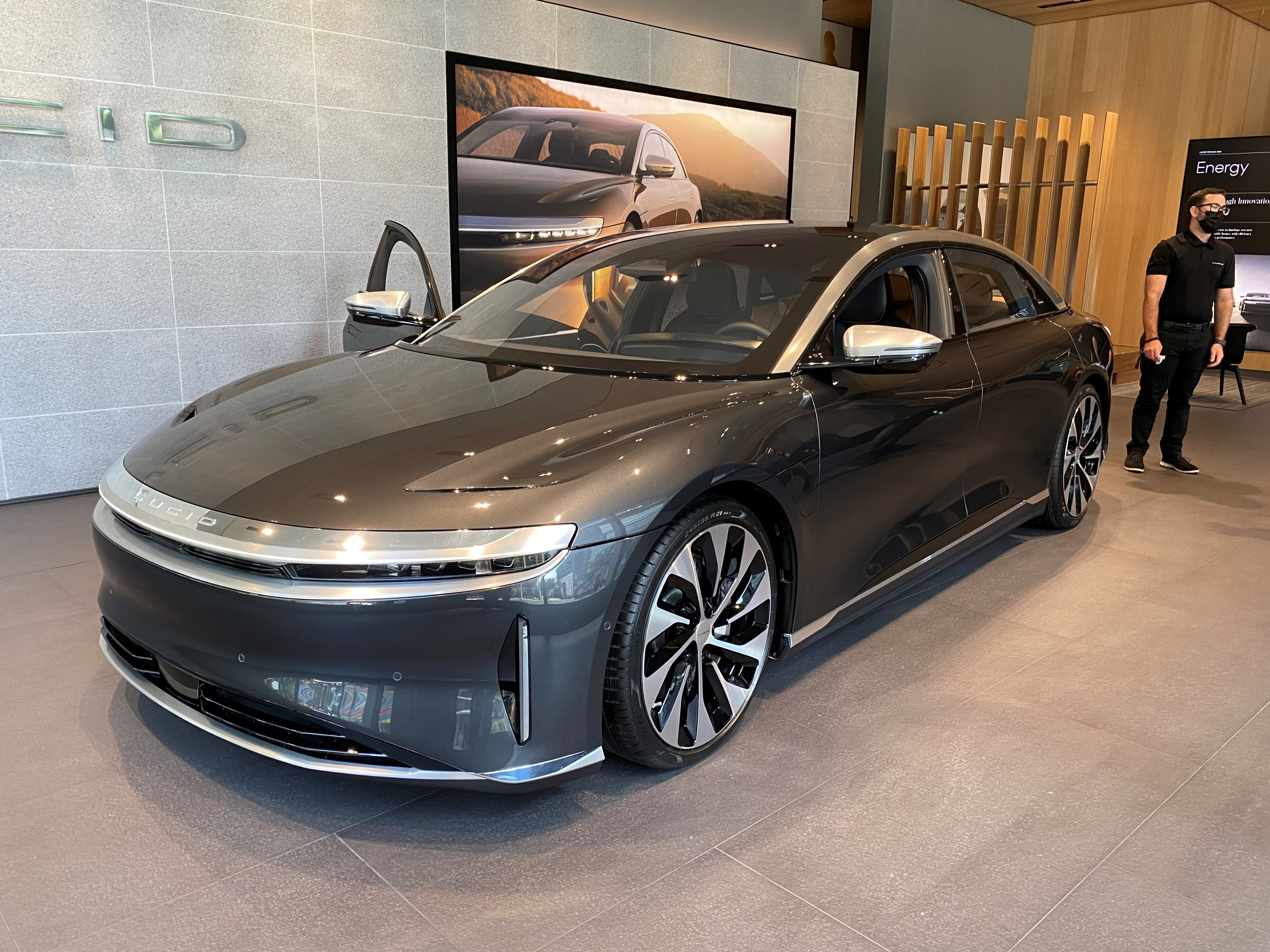
Lucid Air

La Lucid Air, il primo modello di auto elettrica della casa americana, è stata presentata nel dicembre 2016 ed è stato concepita con un motore anteriore da 400 CV e un motore posteriore da 600 CV per una potenza combinata di 1000 CV. La Lucid ha raggiunto un accordo con Mobileye per l'utilizzo dei loro chip EyeQ4 e di 8 telecamere per i sistemi di assistenza alla guida e renderà l'auto "pronta per la guida autonoma". Lucid prevede di avviare la produzione e di lanciare sul mercato il modello Lucid Air nel corso del 2020.
Questa berlina a 4 porte è in grado di raggiungere una velocità massima limitata software di 350 km/h ma, nel luglio 2017, girando sulla pista ad alta velocità del Transportation Research Center in Ohio, una versione speciale della vettura con il limitatore di velocità disabilitato e altre modifiche ha raggiunto la velocità record di 378,2 km/h.

## Batterie
L'auto della Lucid utilizza lo standard 2170 per le sue batterie agli ioni di litio e sono stati firmati accordi di fornitura sia con Samsung SDI che con LG Chem.
La Lucid ha progettato, sviluppato, prodotto e fornito pacchi batteria per tutti i team di Formula E nella stagione 2018-19 e continuerà a farlo per il 2019-20, in collaborazione con McLaren Applied Technologies e Sony. Il regolamento della Formula E richiede un peso della batteria di 250 kg, 54 kWh di energia e una potenza di picco fino a 250 kW.

### Ricarica
Lucid Motors ha stretto una collaborazione con Electrify America per utilizzare la loro rete di ricarica su scala nazionale come opzione per ricaricare i veicoli elettrici Lucid lungo la strada. Le stazioni caricheranno le batterie fino a 350 kW.